# النظام الخالي من الجلوتين والكازيين
النِظام الغِذائي الخَالي مِن الجُلوتين والكَازيين (حِمية GFCF) المَعروف أيضًا بالنظامِ الغذائي الخالي مِن الجُلوتين والألبان هو نظام غذائي لا يَحتوي على بروتينات الجُلوتين (الموجودة غالبًا في القمح، الشعير، والجاودار). والكازيين (الموجود في أغلب الأحيان في الحليب ومنتجات الألبان). على الرغمِ مِن غِياب الأدلة العلمية، فقد كَان هُناك دُعاة لاستخدام هذا النظام الغذائي كعلاج لمرضِ التَوحد وما يَتعلق به.